# پدیگری

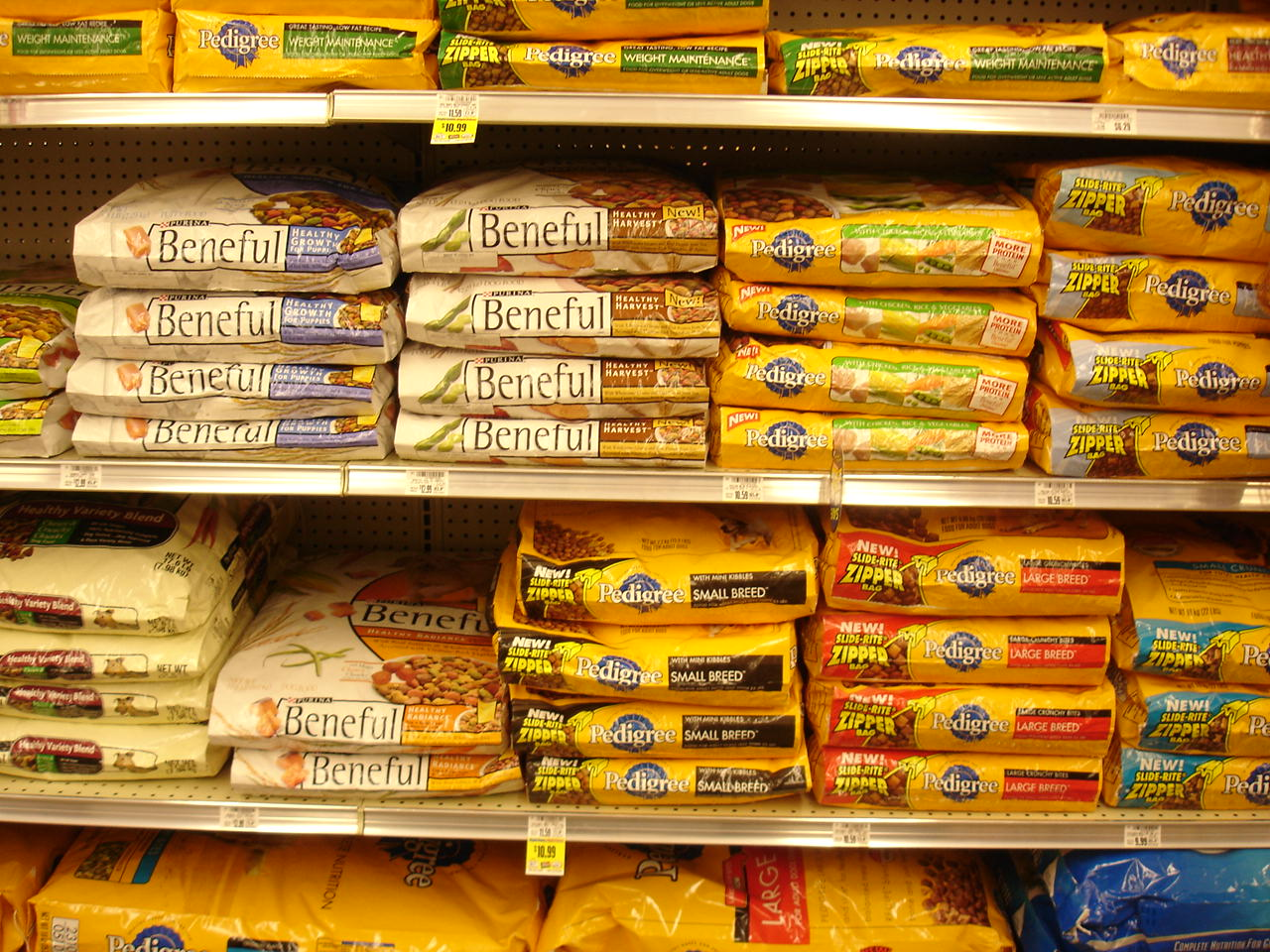
پدیگری (انگلیسی: Pedigree) شرکت صنایع غذایی آمریکایی بریتانیایی است، که در سال ۱۹۵۷ تأسیس شد و هم‌اکنون زیرمجموعه‌ای از شرکت مارس اینکورپوریتد می‌باشد.